# Wireless Access Policy for Electronic Communications Services
Wireless Access Policy for Electronic Communications Services (WAPECS) ist die EG-Richtlinie für drahtlose, elektronische Kommunikationsdienste beziehungsweise deren Frequenzzuweisungen über die jeweiligen nationalen Behörden (in Vorbereitung, d. h. noch nicht beschlossen).

## Problem
Bis heute werden Frequenzen von den entsprechenden nationalen Behörden (in Deutschland von der Bundesnetzagentur) nach Aspekten der Nutzung, der Technologie, der regionalen Abdeckung bzw. nach dem gebotenen Preis vergeben. Dadurch sind in der Vergangenheit EU-weit regulierungsindizierte Frequenzknappheiten entstanden (vgl. Amtsblatt der Regulierungsbehörde für Telekommunikation und Post 8/2005 vom 4. Mai 2005 S. 790; Anhörung betreffend die Verfügbarkeit für Frequenzen für UMTS und IMT2000).

## Ziel
Durch WAPECS sollen EU-weit Rahmenbedingungen geschaffen werden, dass Frequenzen unter Berücksichtigung der bisherigen Vergaben Technologie- und Dienste-unabhängig vergeben werden. Damit sollen die Vorgaben der Regulierungsbehörden weitgehend reduziert bzw. flexibilisiert werden. Somit können einerseits bisherig brachliegende Frequenzen genutzt werden und andererseits kann die Frequenzvergabe so besser der Geschwindigkeit des technischen Fortschritts angepasst werden.

## Inhalt
Geführt wird die Initiative durch die RSPG (Radio Spectrum Policy Group), dem Beratergremium in frequenzpolitischen Fragen der Europäischen Kommission. Diese fand sich am 21. Februar 2006 zu einem Workshop in Brüssel zusammen. Hintergrund war die von der (RSPG) veröffentlichte Position vom November 2005. Dieser Workshop hatte zum Ziel, die Diskussion zwischen RSPG, der Industrie, den Regulierungsbehörden und der Kommission zu führen. Es sollten Empfehlungen für die zukünftige Arbeit der EU-Kommission und der nationalen Regulierungsbehörden bezüglich der Frequenzregulierung erarbeitet werden.
Eine Notwendigkeit zu WAPECS besteht beispielsweise in der aktuell entstehenden Konvergenz verschiedenster Dienste (Triple Play), die Plattform und Dienste verschiedenster Technologien und Frequenzbänder nutzen.

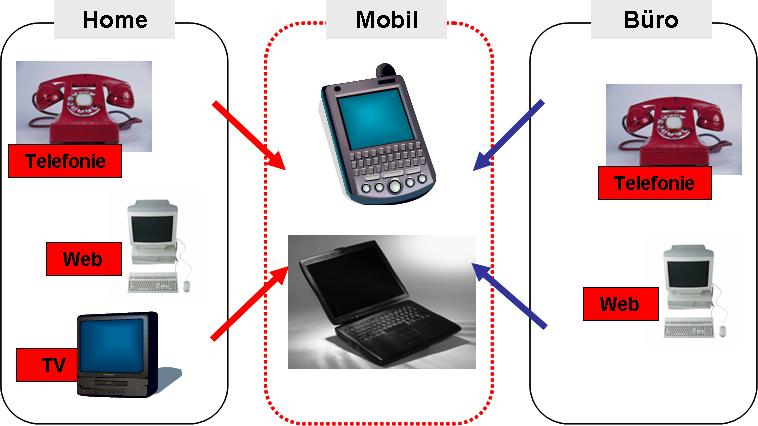
Konvergenz der Dienste und Medien (triple-play)

Das WAPECS-Konzept sieht einen freien Zugang zu den Frequenzen vor, der bisherigen Katalogisierungen nicht mehr zugrunde legt, da eine zunehmende Konvergenz der verschiedensten Technologien und Diensten entsteht. Stattdessen sollen stärker die Richtlinien der ITU (Internationale Fernmeldeunion) angewendet werden. Es ist ein Übergangszeitraum von mindestens 10 Jahren vorgesehen.